# ديريك أبيا
ديريك أبيا (بالإيطالية: Derrick Appiah)‏ هو لاعب اتحاد الرغبي إيطالي، ولد في 19 يوليو 1994 في مودينا في إيطاليا.

## وصلات خارجية
- ديريك أبيا على موقع دوري الرغبي الممتاز (الإنجليزية)
- ديريك أبيا عل موقع إسبنسكروم (الإنجليزية)
- ديريك أبيا على موقع ItsRugby.co.uk (الإنجليزية)